# Ghetto Lublin
Das Ghetto Lublin war ein während der deutschen Besetzung Polens eingerichtetes jüdisches Ghetto in Lublin, der Distrikthauptstadt des damaligen Distrikts Lublin im Generalgouvernement. Es bestand von März 1941 bis April 1942 und war eines der ersten Ghettos im besetzten Polen, dessen Bewohner im Zuge der Aktion Reinhardt in Vernichtungslagern systematisch ermordet wurden.

## Geschichte

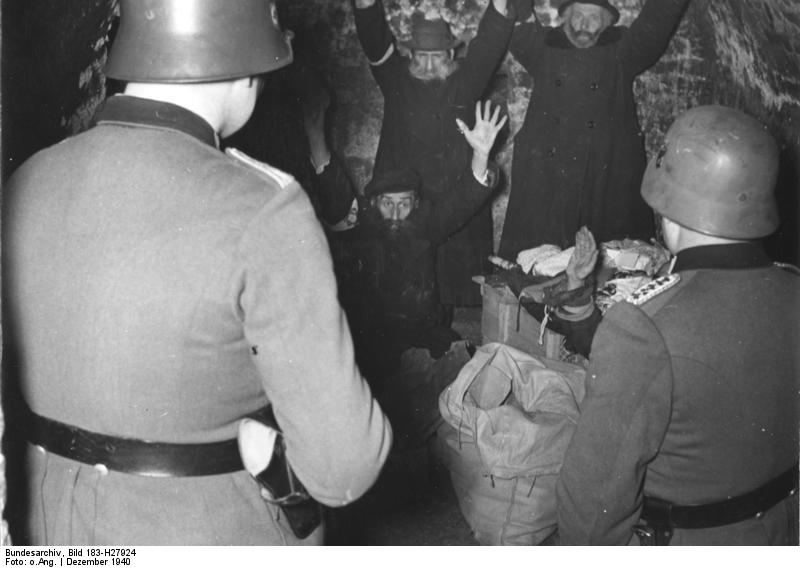
Polizeieinsatz im Lubliner Ghetto, Dezember 1940

Zum Zeitpunkt der deutschen Besetzung im Jahr 1939 betrug der jüdische Bevölkerungsanteil Lublins etwa ein Drittel der Gesamtbevölkerung von rund 120.000. Am 18. September 1939 wurde die Stadt während des Überfalls auf Polen von der deutschen Wehrmacht besetzt. Am 14. Oktober erhielt die jüdische Bevölkerung die Aufforderung, 300.000 Złoty als Kontribution an die Besatzer zu bezahlen. Deutsche Soldaten zwangen Juden zum Straßenreinigen und raubten jüdische Geschäfte und Wohnhäuser aus. Am 25. Oktober wurde die jüdische Bevölkerung registriert, die Zählung ergab 37.054 Juden in Lublin. Vor allem viele jüngere oder politisch aktive Juden hatten zu diesem Zeitpunkt bereits die Stadt verlassen und versucht, sich über die Demarkationslinie in den sowjetisch besetzten Teil Polens zu flüchten. Nach der Bildung des Generalgouvernements am 26. Oktober wurde am 1. November in Lublin eine Zivilverwaltung eingerichtet. Am 9. November folgte die Ernennung Odilo Globocniks zum SS- und Polizeiführer im Distrikt Lublin. Am selben Tag begannen SS-Männer, Juden aus ihren Wohnungen im Stadtzentrum zu vertreiben. Per Erlass des Generalgouverneurs Hans Frank vom 23. November 1939 wurden alle Juden über 10 Jahren gezwungen, den Judenstern als Erkennungszeichen zu tragen, ebenso wurden alle jüdischen Geschäfte und Betriebe gekennzeichnet. Gegen Ende 1939 mussten die Lubliner Juden einen ersten sogenannten Judenrat wählen, der vorgeblich für die Vertretung der jüdischen Interessen gegenüber der Besatzungsmacht verantwortlich war. In der Lipowa-Straße wurde im Dezember ein Zwangsarbeitslager für ausgesonderte jüdische Kriegsgefangene der polnischen Armee eingerichtet, das dem Lubliner Judenrat unterstellt wurde.
Im November 1939 hatte die SS-Führung beschlossen, im Distrikt Lublin ein sogenanntes „Judenreservat“ für Juden aus dem Reich einzurichten (→ Nisko-Plan). Von Dezember 1939 bis Februar 1940 wurden zehntausende Juden aus dem Deutschen Reich und den neugeschaffenen „Reichsgauen“ in die Umgebung von Lublin deportiert. Nach dem Stopp der Deportationen wurden einige Deportierte nach Lublin verbracht, andere in kleinere Ghettos in Piaski, Glusk und Bełżyce. 1940 fanden in Lublin und Umgebung zahlreiche Razzien durch SS- und Polizeieinheiten statt, die dabei ergriffenen Juden wurden zur Zwangsarbeit in Arbeitslager in der Gegend um Bełżec verbracht und dort zum Bau von Grenzbefestigungen eingesetzt. Viele von ihnen starben unter den dort herrschenden Bedingungen. Auf Anweisung Globocniks wurden die Lubliner Juden 1940 zwangsweise im jüdischen Viertel konzentriert. Kurz bevor das eigentliche Ghetto im März 1941 eingerichtet wurde, wurden rund 14.000 Lubliner Juden in die ländliche Umgebung Lublins umgesiedelt.
Am 24. März 1941 wurde auf Befehl des Distriktgouverneurs Ernst Emil Zörner der jüdische Wohnbezirk zum Ghetto erklärt. Diese mit der „Umsiedlung“ der restlichen Juden verbundene Maßnahme geschah vor allem, um Unterbringungsmöglichkeiten für die deutsche Armee zu schaffen, die zu dieser Zeit an der Grenze zur Sowjetunion für den geplanten Angriff aufmarschierte. Den Juden wurde es verboten, für „Arier“ reservierte Straßen zu benutzen. Eine strikte Überwachung des Ghettos fand bis März 1942 nicht statt, viele jüdische Spezialisten und ihre Familien lebten weiterhin außerhalb des Ghettos und arbeiteten für die Besatzungsmacht. Viele Juden aus dem Warschauer Ghetto flüchteten nach Lublin, da sie sich dort bessere Lebensbedingungen, insbesondere im Bereich der Lebensmittelversorgung, erwarteten. Problematisch waren vor allem die beengten Wohnverhältnisse, die den Ausbruch von Epidemien wie Fleckfieber begünstigten.
Im Oktober 1941 begannen die Vorbereitungen für die geplante Auflösung des Ghettos. Im Dezember wurden Arbeitskräfte für die Errichtung des KZ Majdanek in einem Vorort von Lublin ausgesondert. Anfang 1942 wurde das Ghetto in zwei Teile geteilt, im Ghetto A lebten vor allem arbeitslose Juden, während im Ghetto B solche lebten, die in irgendeiner Form für die Deutschen arbeiteten. Wenige Tage vor der Auflösung des Ghettos wurden die arbeitenden Juden von der SS registriert und erhielten eine Eintragung in ihrem Ausweis, die sie vor der Deportation bewahrte. Am 16. März 1942 informierte Globocniks Judenreferent Hermann Höfle verschiedene in Lublin angesiedelte Institutionen von der geplanten Auflösung des Ghettos und der Deportation der Juden in das Vernichtungslager Belzec, die arbeitenden Juden sollten in das noch im Bau befindliche Lager Majdanek gebracht werden. Damit begann die „Aktion Reinhardt“, die Ermordung der im Generalgouvernement lebenden Juden. Die Deportationen nach Belzec begannen am frühen Morgen des 17. März. Bis zum 14. April wurden etwa 26.000 Ghettobewohner in Viehwaggons der Ostbahn nach Belzec deportiert und dort nach ihrer Ankunft in Gaskammern mit Motorabgasen umgebracht.
Offiziell sollten nach Ende der Aktion nur 2.500 „Arbeitsjuden“ in Lublin bleiben, jedoch schätzte die SS, dass sich noch etwa 7.000 bis 8.000 Juden im Ghetto versteckt hielten. Die verbleibenden Juden wurden nun in das Ghetto Majdan Tatarski bei Lublin gebracht. Dort wurden am 22. April etwa 2.000 bis 2.500 von ihnen, meist Frauen und Kinder, die über keinen „Judenausweis“ verfügten, ausgesondert und in einem Wald erschossen. Nach diesen Selektionen verblieben noch etwa 4.000 Juden. Von September bis November 1942 wurde auch das Ghetto Majdan Tatarski aufgelöst, die meisten Juden kamen in das nahegelegene KZ Majdanek oder von dort in kleinere Außenlager. Die meisten Überlebenden wurden im November 1943 während der „Aktion Erntefest“ ermordet.
Von den einstmals 42.000 in Lublin lebenden Juden überlebten nur etwa 200 bis 300 den Holocaust. Zu den wenigen Überlebenden gehört der US-amerikanische Psychoanalytiker Zvi Lothane (* 1934).